# A Love Letter to You 2
A Love Letter to You 2 – drugi komercyjny mixtape amerykańskiego rapera Trippie Redd. Został wydany 6 października 2017 roku przez TenThousand Projects i Caroline Distribution.
Jest to drugie wydawnictwo z serii A Love Letter to You Trippie Redda, która rozpoczęła się w maju 2017 roku. Album osiągnął 34. miejsce na liście Billboard 200.

## Tło
Mixtape ukazał się w ciągu pięciu miesięcy od wydania pierwszej części serii A Love Letter to You. Utwory „In Too Deep”, „Woah Woah Woah” i „I Know How to Self Destruct” zostały udostępnione przed wydaniem pełnego mixtape'u.
11 września 2017 roku Trippie Redd ujawnił datę premiery oraz okładkę, która jest kolażem jego zdjęć z dzieciństwa.

## Lista utworów
| No.                | Tytuł                                                 | Producent                             | Długość |
| ------------------ | ----------------------------------------------------- | ------------------------------------- | ------- |
| 1.                 | "Bust Down"                                           | - Paris the Producer - Goose the Guru | 4:05    |
| 2.                 | "Feel Good" (gościnnie: Khalil, Cydnee with a C)      | - Paris the Producer - Goose the Guru | 3:20    |
| 3.                 | "In Too Deep"                                         | - Paris the Producer                  | 3:43    |
| 4.                 | "Deadman’s Wonderland" (gość: ForeverAntiPop)         | - Goose the Guru                      | 3:57    |
| 5.                 | "Woah Woah Woah" (gość: Bali Baby)                    | - Young God                           | 3:42    |
| 6.                 | "Back of My Mind" (gość: Chris King, Cydnee with a C) | - Grey Goon                           | 4:46    |
| 7.                 | "Today" (gość: UnoTheActivist)                        | - Tayo Fetti - Goose the Guru         | 3:37    |
| 8.                 | "Hellboy"                                             | - Apollo 7ven - Onassis Morris        | 3:08    |
| 9.                 | "Back Back Back"                                      | - Digital Nas                         | 3:59    |
| 10.                | "Dangerous" (gość: Rocket Da Goon and Chris King)     | - FourtyEight                         | 3:47    |
| 11.                | "Overweight" (gość: Chris King)                       | - DY - 12Hunna                        | 3:17    |
| 12.                | "Overdose on L1fe"                                    | - ArnoldIsDead - Goose the Guru       | 2:04    |
| 13.                | "I Know How to Self Destruct"                         | Young God                             | 1:42    |
| 14.                | "Let Me Down"                                         | Hollywood Don                         | 2:48    |
| Całkowita długość: | Całkowita długość:                                    | Całkowita długość:                    | 48:00   |

## Pozycje na listach
| Lista (2017)                       | Pozycja |
| ---------------------------------- | ------- |
| Billboard 200                      | 34      |
| Independent Albums (Billboard)     | 39      |
| Top R&B/Hip-Hop Albums (Billboard) | 19      |